# Nordskov (Silkeborgskovene)
 For alternative betydninger, se Nordskov. (Se også artikler, som begynder med Nordskov)
Nordskoven er en 951,6 hektar stor statsskov der ligger øst for Silkeborg og strækker sig til Resenbro og Sejs. Den afgrænses mod sydvest af Remstrup Å og Brassø, mod nord af Silkeborg Langsø, og bydelen Århusbakken, og mod øst ligger Sejs, og Sejs Hede med Sindbjerg og Stoubjerg.
Ved Århusvejens indkørsel til Silkeborg stod ind til 2011 Den gamle hule eg ved Århusbakken.
Nordskoven regnes som en del af Silkeborgskovene.

## Søer
På de sandede jorder på Hårup Sande ligger den kunstige sø Schoubyes Sø.
I vestenden af skoven, op til Århusbakken ligger den lille Lillesø, der er en naturlig, uforurenet sø på 1,5 ha omgivet af hængesæk med bl.a. kæruld og tørvemos.

## Naturbeskyttelse
Et bælte langs Remstrup Å, over Dronningestolen, Ulvehoved til Vadsti Dal og gennem Hårup Sande til Gudenåen er udlagt til særlige naturskovstyper, i medfør af Naturskovsstrategien, og er en del af EF-habitatområde 181 og Natura 2000-område nr. 57 Silkeborgskovene.
I Nordskoven er der 79,3 ha der er omfattet af naturbeskyttelseslovens § 3, fordelt på 44,6 ha sø (hvoraf Silkeborg Langsø udgør 39,6 ha), 13,2 ha mose (hvoraf ca. halvdelen er skovbevokset), 8,1 ha hede, 6,9 ha vandløb (Remstrup Å) og 1,9 ha eng. Der er udlagt 281,1 ha til særlige naturskovstyper under Natuskovsstrategien.
Naturpakken 2016 medførte i 2018 at der i Nordskov, Kobskov, og Vesterskov, blev udpeget 256 hektar urørt løvskov og 185 ha anden biodiversitetsskov